# Archaeorhizomyces
Die Archaeorhizomycetes sind eine 2011 neu beschriebene Klasse der Schlauchpilze mit im Moment (Dezember 2014) zwei beschriebenen Arten (Archaeorhizomyces finlayi und Archaeorhizomyces borealis), aber mindestens 100 verschiedenen sogenannten „operational taxonomic units“ (OTUs).

## Merkmale
Sie unterscheiden sich von der Schwesterklasse der Taphrinomycetes durch ihr Wachstum auf modifiziertem Melin Norkans Agar(MMN), und ihrer Vergesellschaftung mit den Wurzeln lebender Pflanzen. Molekulargenetisch wird die Klasse durch die (AACAAGTAG) Positionen der 60s Untereinheit und an der (T) Position der 40S Untereinheit relativ zu Saccharomyces cerevisiae unterschieden.
Die Gattung wird gekennzeichnet durch cremeweiße Kolonien auf MMN Agar, die langsam wachsen und federig wirken. Molekulargenetisch wird die Gattung durch die (A) Position der 5,8S rDNA und an der (GCATATCAATAAGGYGAGGA) Positionen der 40S Untereinheit, die Bindungsstelle des ITS4-Primers relativ zu Saccharomyces cerevisiae unterschieden.
Die Typusart Archaeorhizomyces finlayi bildet Kolonien auf dem MMN Medium mit nur wenigen Lufthyphen und einem fedrigen Rand und wurde von einer mykorrizierten Wurzelspitze aus einem gemischten Koniferenwald isoliert. Das Mycel besteht aus 1 bis 2 µm dünnen Hyphen mit einfachen porenlosen Septen. Im Alter werden 3 bis 6 µm große Chlamydosporen mit bis zu vier aufgerichteten Hyphen gebildet. Molekulargenetisch besitzt die Art folgenden ITS Eigenschaften: (TTTGGCGCCCGGTCTATGCC)

## Ökologie und Verbreitung
Die Archaeorhizomycetes leben an Pflanzenwurzeln und in der Rhizosphäre und sind kosmopolitisch verbreitet. Archaeorhizomyces finlayi wurde bisher aus Skandinavien und Nordamerika isoliert. Sie kommen vermutlich in vielen terrestrischen Ökosystemen vor.
Über ihre Lebensweise ist noch sehr wenig bekannt. Anfangs wurde vermutet, dass sie den gesamten Kohlenstoff aus der Pflanzenwurzel beziehen. Sie bilden aber keine bekannte Mykorrhizastruktur aus. Zudem können sie auch auf Nährmedien mit Zellulose und Glucose als einziger C-Quelle wachsen. Dies weist darauf hin, dass sie zumindest an der Zersetzung organischer Substanz beteiligt sein können und nicht den gesamten Kohlenstoff von der Pflanze durch Symbiose beziehen.

## Systematik
Die Archaeorhizomycetes bilden eine Klasse innerhalb der Taphrinomycotina und stehen an der Basis des phylogenetischen Stammbaumes der Schlauchpilze. Sie wurden erst 2011 wissenschaftlich beschrieben. 2014 wurde eine zweite Art, Archaeorhizomyces borealis beschrieben.

## Etymologie
ἀρχαῖος archaios bedeutet alt, altertümlich, was sich auf die basale Stellung innerhalb der Schlauchpilze bezieht. ῥιζο rhiza bezieht sich auf Wurzel, und μύκης mýkēs heißt Pilz.
Das Epitheton finlayi ehrt den schwedischen Mykologen Roger D. Finlay.